# Wehikuł czasu – Spodek ’92
Wehikuł czasu – koncertowy album zespołu Dżem zarejestrowany 20 czerwca 1992 w hali widowiskowej Spodek w Katowicach.
Realizacja dźwięku – Piotr Brzeziński przy współpracy Alka Galasa i Wojciecha Siwieckiego, remix Zbigniew Malecki przy współpracy Elżbiety Szczerby. Projekt okładki – Jerzy Linder.

## Lista utworów
| CD 1 1. Powitanie – 2:41 2. „Zielony Piotruś” – 2:47 3. „Złoty paw” – 6:21 4. „Wehikuł czasu” – 6:07 5. „Detox” – 7:17 6. „Sen o Victorii” – 6:21 7. „Ostatnie widzenie” – 8:24 8. „Człowieku co się z tobą dzieje” – 3:49 9. „Mała Aleja Róż” – 5:32 10. „Mamy forsę, mamy czas” – 6:23 11. „Poznałem go po czarnym kapeluszu” – 4:49 12. „Whisky” – 9:55 | CD 2 1. „Józa's Silesian Sound” – 4:10 2. „Jak malowany ptak” – 4:35 3. „List do M.” – 8:57 4. „Śmiech czy łzy” – 2:48 5. „Letni spacer z Agnieszką” – 2:11 6. „Naiwne pytania” – 12:12 7. „Jesiony” – 11:40 8. „Kaczor, coś ty zrobił” – 3:05 9. „Czerwony jak cegła” – 6:05 10. „Czarny chleb” – 7:58 11. Pożegnanie – 0:54 12. „Harley mój” – 6:08 |

W wersji kasetowej (ASTA, 1992) dodatkowo zawierają utwory
1. „Uśmiech śmierci” – 4:33
2. „Kim jestem – jestem sobie” – 4:25
3. „Najemnik II” – 12:35

## Twórcy
- Paweł Berger – instrumenty klawiszowe
- Adam Otręba – gitara
- Beno Otręba – gitara basowa, śpiew
- Jerzy Piotrowski – perkusja
- Ryszard Riedel – śpiew, harmonijka ustna, instrumenty perkusyjne
- Jerzy Styczyński – gitara
- Rafał Rękosiewicz – instrumenty klawiszowe